# Liste der Mitglieder des Sächsischen Landtags 1915
Diese Liste gibt einen Überblick über die Mitglieder des außerordentlichen Sächsischen Landtags des Jahres 1915, der vom 22. Juni bis zum 15. Juli 1915 tagte.

## Zusammensetzung der I. Kammer

### Präsidium
- Präsident: Otto Friedrich Hermann Günther Graf Vitzthum von Eckstädt
- Vizepräsident: Gustav Otto Beutler
- 1. Sekretär: Johannes Käubler
- 2. Sekretär: Klemens Graf und Edler Herr zur Lippe-Biesterfeld-Weißenfeld

### Vertreter des Königshauses und der Standesherrschaften
| Besitz oder Institution                                      | Abgeordneter                                 | Bemerkungen |
| ------------------------------------------------------------ | -------------------------------------------- | ----------- |
| Sächsisches Königshaus                                       | Prinz Johann Georg                           |             |
| Besitzer der Standesherrschaft Königsbrück                   | Walter Naumann                               |             |
| Besitzer der Standesherrschaft Reibersdorf                   | Johann Georg Graf von Einsiedel              |             |
| Bevollmächtigter der Herrschaft Wildenfels                   | Friedrich Magnus V. zu Solms-Wildenfels      |             |
| Vertreter der vier Schönburgischen Lehnsherrschaften         | Günther Fürst von Schönburg-Waldenburg       |             |
| Bevollmächtigter der fünf Schönburgischen Rezessherrschaften | Joachim Graf und Herr von Schönburg-Glauchau |             |
| Vertreter der Universität Leipzig                            | Adolf Wach                                   |             |

### Vertreter der Geistlichkeit
| Amt                                  | Abgeordneter            | Bemerkungen |
| ------------------------------------ | ----------------------- | ----------- |
| Evangelischer Oberhofprediger        | Franz Wilhelm Dibelius  |             |
| Dekan des Domstifts zu Bautzen       | Franz Löbmann           |             |
| Superintendent zu Leipzig            | Karl August Seth Cordes |             |
| Vertreter des Kollegiatstifts Wurzen | Karl Heinrich Wäntig    |             |
| Vertreter des Hochstifts Meißen      | Karl von Kirchbach      |             |

### Auf Lebenszeit gewählte Abgeordnete der Rittergutsbesitzer
| Wahlbezirk            | Abgeordneter                                                        | Bemerkungen |
| --------------------- | ------------------------------------------------------------------- | ----------- |
| Meißner Kreis         | Karl Andreas Friedrich Wilhelm Moritz Vincenz Graf von Brühl-Renard |             |
| Meißner Kreis         | Otto Steiger                                                        |             |
| Meißner Kreis         | Georg von Altrock                                                   |             |
| Erzgebirgischer Kreis | Otto Friedrich Hermann Günther Graf Vitzthum von Eckstädt           |             |
| Erzgebirgischer Kreis | Hans Heinrich Graf von Könneritz                                    |             |
| Oberlausitz           | Klemens Graf und Edler Herr zur Lippe-Biesterfeld-Weißenfeld        |             |
| Oberlausitz           | Hans Rudolf von Sandersleben                                        |             |
| Oberlausitz           | Karl Adolf Steiger                                                  |             |
| Leipziger Kreis       | Paul Gustav Leopold von Hübel                                       |             |
| Leipziger Kreis       | Alfred Georg Sahrer von Sahr                                        |             |
| Vogtländischer Kreis  | Heinrich Eduard Hüttner                                             |             |
| Vogtländischer Kreis  | Sylvio Heinrich Horst von Kospoth                                   |             |

### Rittergutsbesitzer durch Königliche Ernennung
- Otto Ludwig Christof von Schönberg
- Dietrich August Leo Sahrer von Sahr
- Arnold Woldemar von Frege-Weltzien
- Arthur Becker
- Karl Adolf von Carlowitz
- Karl Georg Levin von Metzsch-Reichenbach
- Maximilian Freiherr Dathe von Burgk
- Paul Mehnert
- Maximilian Senfft von Pilsach
- Benno von Nostitz-Wallwitz

### Magistratspersonen
| Wahlbezirk | Abgeordneter                                        | Bemerkungen |
| ---------- | --------------------------------------------------- | ----------- |
| Dresden    | Gustav Otto Beutler, Oberbürgermeister              |             |
| Leipzig    | Rudolph Bernhard August Dittrich, Oberbürgermeister |             |
| Zwickau    | Johann Karl Keil, Oberbürgermeister                 |             |
| Meißen     | Albin Max Ay, Oberbürgermeister                     |             |
| Wurzen     | Anton Friedrich Theodor Seetzen, Bürgermeister      |             |
| Plauen     | Julius Dehne, Oberbürgermeister                     |             |
| Bautzen    | Johannes Käubler, Oberbürgermeister                 |             |
| Chemnitz   | Heinrich Sturm, Oberbürgermeister                   |             |

### Vom König nach freier Wahl ernannte Mitglieder
- Paul Wäntig
- Otto Erbert
- Hugo von Hoesch
- Johannes Georg Reinecker
- Albert Brockhaus

## Zusammensetzung der II. Kammer

### Präsidium
- Präsident: Paul Vogel
- 1. Vizepräsident: Hugo Gottfried Opitz
- 2. Vizepräsident: Julius Fräßdorf
- 1. Sekretär: Oskar Schanz
- stellvertretender 1. Sekretär: Richard Hartmann
- 2. Sekretär: Otto Koch
- stellvertretender 2. Sekretär: Hermann Fleißner

### Städtische Wahlbezirke
| Wahlbezirk | Abgeordneter                       | Partei / politische Ausrichtung       | Bemerkungen                                               |
| ---------- | ---------------------------------- | ------------------------------------- | --------------------------------------------------------- |
| Dresden 1  | Friedrich Kaiser                   | NLP                                   |                                                           |
| Dresden 2  | Franz Hettner                      | NLP                                   |                                                           |
| Dresden 3  | Curt Bernhard Ottomar Blüher       | NLP                                   | Nachwahl                                                  |
| Dresden 4  | Paul Vogel                         | NLP                                   |                                                           |
| Dresden 5  | Ernst Schulze                      | SPD                                   |                                                           |
| Dresden 6  | Otto Koch                          | Freisinnige Volkspartei               |                                                           |
| Dresden 7  | Robert Wirth                       | SPD                                   |                                                           |
| Leipzig 1  | Arthur Löbner                      | NLP                                   |                                                           |
| Leipzig 2  | Georg Wappler                      | NLP                                   |                                                           |
| Leipzig 3  | Richard Illge                      | SPD                                   |                                                           |
| Leipzig 4  | Heinrich Lange                     | SPD                                   |                                                           |
| Leipzig 5  | Georg Zöphel                       | NLP                                   |                                                           |
| Leipzig 6  | Albert Steche                      | NLP                                   |                                                           |
| Leipzig 7  | Johann Friedrich Seger             | SPD                                   | Nachwahl nach Wegzug von Friedrich August Alfred Keimling |
| Chemnitz 1 | Franz Hermann Biener               | Deutsche Reformpartei                 |                                                           |
| Chemnitz 2 | Max Clemens Langhammer             | NLP                                   |                                                           |
| Chemnitz 3 | Albin Langer                       | SPD                                   |                                                           |
| Chemnitz 4 | Karl Ernst Castan                  | SPD                                   |                                                           |
| Plauen     | Oscar Günther                      | Freisinnige Volkspartei               |                                                           |
| Zwickau    | Michael Ernst Bär                  | Freisinnige Volkspartei               |                                                           |
| 1          | Ernst Emil Schwager                | Freisinnige Volkspartei               |                                                           |
| 2          | Karl August Richard Hartmann       | NLP                                   |                                                           |
| 3          | Georg Friedrich Alexander Knobloch | Konservativer Landesverein in Sachsen |                                                           |
| 4          | Hans Christian Spieß               | Konservativer Landesverein in Sachsen |                                                           |
| 5          | Karl Hermann Wittig                | Konservativer Landesverein in Sachsen |                                                           |
| 6          | Georg Moritz Braun                 | NLP                                   |                                                           |
| 7          | Johannes Hofmann                   | Konservativer Landesverein in Sachsen |                                                           |
| 8          | Heinrich Beda                      | NLP                                   |                                                           |
| 9          | Konrad Niethammer                  | NLP                                   |                                                           |
| 10         | Oskar Schiebler                    | NLP                                   |                                                           |
| 11         | Emil Hermann Gleisberg             | NLP                                   |                                                           |
| 12         | Emil Nitzschke                     | NLP                                   |                                                           |
| 13         | Johann Friedrich Roth              | Freisinnige Volkspartei               |                                                           |
| 14         | Carl Albert Posern                 | NLP                                   |                                                           |
| 15         | August Wilde                       | SPD                                   |                                                           |
| 16         | Christian Louis Döhler             | NLP                                   |                                                           |
| 17         | Karl Demmler                       | SPD                                   |                                                           |
| 18         | Hermann Richard Seyfert            | NLP                                   |                                                           |
| 19         | Wilhelm Ernst Roch                 | Freisinnige Volkspartei               |                                                           |
| 20         | Emil Alwin Bauer                   | NLP                                   |                                                           |
| 21         | Alban Schnabel                     | NLP                                   |                                                           |
| 22         | Anton Robert Merkel                | NLP                                   |                                                           |
| 23         | Karl Friedrich Bleyer              | NLP                                   |                                                           |

### Ländliche Wahlbezirke
| Wahlbezirk | Abgeordneter                       | Partei / politische Ausrichtung                          | Bemerkungen                                                                        |
| ---------- | ---------------------------------- | -------------------------------------------------------- | ---------------------------------------------------------------------------------- |
| 1          | Karl Otto Uhlig                    | SPD                                                      |                                                                                    |
| 2          | Max Rückert                        | NLP                                                      |                                                                                    |
| 3          | Karl Eduard Donath                 | Konservativer Landesverein in Sachsen                    |                                                                                    |
| 4          | Rudolph Elwir Hähnel               | Konservativer Landesverein in Sachsen                    |                                                                                    |
| 5          | Ernst August Barth                 | Konservativer Landesverein in Sachsen                    | sorbisch Arnošt Bart                                                               |
| 6          | Hermann Linke                      | SPD                                                      |                                                                                    |
| 7          | Bernhard Ferdinand Rentsch         | Konservativer Landesverein in Sachsen                    |                                                                                    |
| 8          | Michael Kockel                     | Konservativer Landesverein in Sachsen                    | sorbisch Michał Kokla                                                              |
| 9          | Clemens August Träber              | Konservativer Landesverein in Sachsen                    |                                                                                    |
| 10         | August Emil Nitzsche               | SPD                                                      |                                                                                    |
| 11         | Eduard Oswin Frenzel               | Konservativer Landesverein in Sachsen                    |                                                                                    |
| 12         | Georg Hermann Böhme                | Konservativer Landesverein in Sachsen                    |                                                                                    |
| 13         | Arthur Hugo Göpfert                | NLP                                                      |                                                                                    |
| 14         | Gustav Schmidt                     | SPD                                                      |                                                                                    |
| 15         | Oswin Eugen Schmidt                | Konservativ/Bund der Landwirte                           |                                                                                    |
| 16         | Hermann Fleißner                   | SPD                                                      |                                                                                    |
| 17         | Ernst Emil Horst                   | Konservativer Landesverein in Sachsen                    |                                                                                    |
| 18         | Max Schreiber                      | Konservativer Landesverein in Sachsen                    |                                                                                    |
| 19         | Franz Robert Greulich              | Konservativer Landesverein in Sachsen                    |                                                                                    |
| 20         | Horst von Byern                    | Konservativer Landesverein in Sachsen                    | Nachwahl nach Tod von Friedrich Wilhelm Hauffe                                     |
| 21         | Friedrich Ernst Däberitz           | Konservativer Landesverein in Sachsen                    |                                                                                    |
| 22         | Paul Oswald Friedrich              | Konservativer Landesverein in Sachsen                    |                                                                                    |
| 23         | Peter Ernst Möller                 | SPD                                                      |                                                                                    |
| 24         | Friedrich Albert Maximilian Kuntze | NLP                                                      |                                                                                    |
| 25         | Hugo Gottfried Opitz               | Konservativer Landesverein in Sachsen                    |                                                                                    |
| 26         | Arno Schade                        | Konservativer Landesverein in Sachsen                    |                                                                                    |
| 27         | Otto Johannes Mangler              | Konservativer Landesverein in Sachsen                    |                                                                                    |
| 28         | Kurt Harter                        | Konservativer Landesverein in Sachsen                    |                                                                                    |
| 29         | Richard Robert Schönfeld           | Konservativer Landesverein in Sachsen/Bund der Landwirte |                                                                                    |
| 30         | Max Wilhelm August Heldt           | SPD                                                      |                                                                                    |
| 31         | Theodor Bruno Mehnert              | SPD                                                      |                                                                                    |
| 32         | Ernst Stephan Clauß                | NLP                                                      |                                                                                    |
| 33         | Theodor Heymann                    | Konservativer Landesverein in Sachsen                    |                                                                                    |
| 34         | Reinhard Dietel                    | Freisinnige Volkspartei                                  |                                                                                    |
| 35         | Franz Alfred Brodauf               | Freisinnige Volkspartei                                  |                                                                                    |
| 36         | Max Manilius Krauße                | SPD                                                      |                                                                                    |
| 37         | Karl Sindermann                    | SPD                                                      |                                                                                    |
| 38         | Karl Heinrich Drescher             | SPD                                                      |                                                                                    |
| 39         | Konrad Oertel                      | Konservativer Landesverein in Sachsen/Bund der Landwirte | Nachwahl nach Mandatsniederlegung von Friedrich August Wunderlich am 29. März 1915 |
| 40         | Robert Müller                      | SPD                                                      |                                                                                    |
| 41         | Ernst Ottomar Kleinhempel          | NLP                                                      |                                                                                    |
| 42         | Otto Paul Wilhelm Zimmer           | SPD                                                      |                                                                                    |
| 43         | Max Winkler                        | SPD                                                      |                                                                                    |
| 44         | Maximilian Mehnert                 | Konservativer Landesverein in Sachsen                    | Nachwahl nach Tod von Hermann Sammler                                              |
| 45         | Oskar Schanz                       | Konservativer Landesverein in Sachsen                    |                                                                                    |
| 46         | Julius Fräßdorf                    | SPD                                                      |                                                                                    |
| 47         | Emil Otto Richter                  | SPD                                                      |                                                                                    |
| 48         | Max Ottomar Singer                 | NLP                                                      |                                                                                    |